# Alcea hyrcana
Alcea hyrcana är en malvaväxtart som först beskrevs av Aleksandr Alfonsovitj Grossgejm, och fick sitt nu gällande namn av Aleksandr Alfonsovitj Grossgejm. Alcea hyrcana ingår i släktet stockrosor, och familjen malvaväxter. Inga underarter finns listade i Catalogue of Life.